# John F. Harvey
John Francis Harvey OSFS (14 de abril de 1918 - 27 de dezembro de 2010) foi um sacerdote dos Oblatos de São Francisco de Sales, teólogo moral da Igreja Católica e fundador da Escola De Teologia DeSales em Washington, D.C. Escreveu sobre homossexualidade e ensino moral católico  e fundou o Courage Apostolate, uma organização católica que aconselha os católicos gays e lésbicas a serem abstinentes ao sexo.

## Início da vida e ordenação
John Francis Harvey nasceu no dia 14 de abril de 1918 em Filadélfia, Pensilvânia, o terceiro de quatro filhos de Patrick J. e Margaret ( née Harkins) Harvey. Patrick Harvey, um católico devoto, era natural da Irlanda. Margaret morreu quando John Francis era um bebê.
John Francis frequentou a Escola Paroquial de St. Columba, e, depois de se formar na Northeast Catholic High School for Boys em 1936, ingressou no Noviciado Oblato em Childs, MD, fazendo a primeira profissão de votos em 8 de setembro de 1937 e seus votos perpétuos em setembro 8, 1940. Depois de obter seu diploma de bacharel em filosofia em 1941 pela Universidade Católica da América, em Washington, D.C., ele continuou seus estudos nessa instituição, obtendo um mestrado em psicologia e filosofia, um licenciado em teologia e, dez anos depois, um doutorado em teologia moral. Foi ordenado sacerdote em 3 de junho de 1944, na Cathedral Basilica of SS. Peter and Paul na Filadélfia por Hugh L. Lamb, Bispo Auxiliar da Filadélfia.
Harvey foi fã ao longo da vida do Philadelphia Eagles e Phillies.

## Ministérios sacerdotais

### Formação educacional e ministerial
Após a sua ordenação, o Padre Harvey serviu como professor do ensino médio na Northeast Catholic High School de 1945 a 1947. Depois disso, ele se tornou um estudante de pós-graduação na Universidade Católica da América, da qual participou de 1947 a 1951. Essa educação adicional o levou a se tornar professor. Tornou-se professor de teologia moral no Dunbarton College of Holy Cross e trabalhou lá de 1948 a 1973. Ele também atuou como professor de teologia moral na DeSales Hall School of Theology, Washington, D.C., do período de sobreposição de 1949 a 1987. Ele serviu como presidente daquela escola de 1965 a 1977. Além disso, ele desempenhou um papel de professor de teologia moral e presidente do Cluster of Independent Theological Schools, Washington, D.C., de 1980 a 1983. Ele também atuou como professor visitante em várias instituições, incluindo a Catholic Theological Union, Sydney, Austrália, St. Joseph Seminary da Arquidiocese de Nova York e a Seton Hall University .
De 1990 a 2010, foi professor de ética médica e sexual no Allentown College de São Francisco de Sales (desde 2001, Universidade DeSales ), onde morou em Wills Hall, residência estudantil. Ele também assumiu as funções de professor na Oblate House of Studies da Universidade Católica da América, em Washington, D.C., até ser fechado em 1997, devido à escassez de candidatos sacerdotais.

### Courage Apostolate
Harvey é mais conhecido por instar os católicos que ele chamou de "atraídos pelo mesmo sexo" a serem castos. O termo "atraído pelo mesmo sexo" é frequentemente preferido por católicos como ele, porque eles sentem que "gay" ou "lésbica" estão definindo uma pessoa por sua orientação de uma maneira que é desaconselhável. Em novembro de 1978, Pe. Benedict Groeschel, CFR, o recomendou a Terence James Cooke, arcebispo de Nova York, para iniciar um novo ministério para esse fim. Harvey iniciou o Courage Apostolate, um grupo de apoio com cinco membros. Realizou sua primeira reunião em 26 de setembro de 1980, na Igreja de St. Joseph, em Nova York.
Harvey se aposentou como diretor executivo do Courage em 2008.

## Publicações
Em seus escritos, Harvey defendeu a posição católica tradicional, enquanto afirmava fortemente que os católicos LGBT ou atraídos pelo mesmo sexo merecem um cuidado pastoral compassivo. Em 1987, ele publicou seu livro mais conhecido,  The Homosexual Person: New Thinking in Pastoral Care. Nele, ele criticou as opiniões daqueles teólogos que argumentam que a proibição de longa data da Igreja de atos do mesmo sexo está errada. Entre outros, ele também escreveu outros dois livros, The Truth about Homosexuality e Homosexuality and the Catholic Church. Paul D. Scalia escreve que nenhuma coleção de obras "fornece um exame autenticamente católico da questão com tanta profundidade e amplitude. Ele não apenas apresenta claramente os ensinamentos da Igreja, mas também examina a oposição com notável precisão e justiça. E, no entanto, por tudo isso, seu tom sempre permanece calmo e sereno, apresentando verdades desafiadoras e engajando a oposição sem rancor ou amargura ". Dos livros anteriores, Raymond Leo Burke disse que "foram de inestimável assistência a todos que desejam entender a homossexualidade e responder de maneira semelhante a Cristo a irmãos e irmãs que lutam com a atração pelo mesmo sexo".

## Aposentadoria e morte
Harvey se aposentou em Annecy Hall, uma comunidade de aposentados dos Oblatos de São Francisco de Sales, em Childs, MD, em janeiro de 2010. Ele morreu no dia 27 de dezembro de 2010, festa de São João Evangelista, no Union Hospital em Elkton, MD, e deixou sua irmã, Margaret Smith, e muitas sobrinhas, sobrinhos e netas e bisnetos. Ele foi predecedido por seus irmãos, Catherine Egan e James Harvey. A missa para o enterro cristão de Harvey foi celebrada na sexta-feira, 31 de dezembro de 2010, na capela de Nossa Senhora da Luz, 1120 Blue Ball Road, Elkton, MD. Ele está enterrado no cemitério Oblatos de São Francisco de Sales, em Childs, no Condado de Cecil. MD.

## Legado
A abordagem de Harvey ganhou o apoio do Pontifício Conselho para a Família. Esse endosso foi uma indicação de que eles viam o equilíbrio adequado entre ortodoxia (crença correta) e ortopraxia (conduta correta, ética e litúrgica) em seu apostolado. O papa João Paulo II disse sobre esse ministério: "Courage está fazendo a obra de Deus!".  Em 2011, na 31ª Conferência Anual da Coragem, Raymond Leo Cardeal Burke, então Cardeal Prefeito do Supremo Tribunal da Assinatura Apostólica, prestou uma homenagem ao trabalho de Harvey.

### Graus honorários
- Doutor em Letras Humanas (honorário), Assumption College, 1986.
- Doutor em Letras Humanas (honorário), Allentown College de São Francisco de Sales (atual DeSales University), 1988.

### Outros reconhecimentos
- Uma cadeira em teologia moral da Universidade DeSales tem o nome de Harvey.[23]
- Um edifício residencial para juniores e idosos da Universidade DeSales foi nomeado para Harvey.[24]

## Trabalhos selecionados
- (Tese de Doctoral). 2009. ISBN 978-1606084236 Em falta ou vazio |título= (ajuda)
- Harvey, John F. (1977),  John R. Cavannagh, ed., Counselling the Homosexual, ISBN 978-0879737610, Huntington, IN: Our Sunday Visitor
- Harvey, John F.; May, William E. (1978), On Understanding Human Sexuality, ISBN 978-0819907202, Cincinnati, OH: Franciscan Press
- Harvey, John F. (1979), A Spiritual Plan to Redirect One's Life: For Today's Homosexual, ISBN 978-0819869326, Boston, MA: Pauline Books & Media
- Harvey, John F., ed. (1987), The Homosexual Person: New Thinking in Pastoral Care, ISBN 978-0898701692, San Francisco, CA: Ignatius Press
- Harvey, John F.; DiIenno, Joseph A.; Smith, Herbert F. (1989), Homosexuality: The Questions; Scriptural, Church & Psychiatric Answers, ISBN 978-0819833327, Boston, MA: Daughters of St. Paul, an imprint of Pauline Books and Media
- Harvey, John F. (1996), The Truth about Homosexuality: The Cry of the Faithful, ISBN 978-0898705836, San Francisco, CA: Ignatius Press
- Harvey, John F.; Bradley, Gerard V., eds. (2003), Same Sex Attraction: A Parents' Guide, ISBN 978-1587317514, South Bend, IN: St. Augustine Press
- Harvey, John F. (2007), Homosexuality & the Catholic Church: Clear Answers to Difficult Questions, ISBN 978-1932927627, West Chester, PA: Ascension Press
- Harvey, John F. (2007),  Fr. Gabriel B. O'Donnell, O.P., ed., Same Sex Attraction: Catholic Teaching and Pastoral Practice (PDF), ISBN 978-2-35389-402-4, New Haven, CT: Knights of Columbus Supreme Council